# Bromus rigidus
Bromus rigidus é uma espécie de planta com flor pertencente à família Poaceae. 
A autoridade científica da espécie é Roth, tendo sido publicada em Botanisches Magazin (Römer & Usteri) 4(10): 21. 1790.
Os seus nomes comuns são bromo-das-vassouras ou fura-capa.

## Portugal
Trata-se de uma espécie presente no território português, nomeadamente em Portugal Continental e no Arquipélago dos Açores.
Em termos de naturalidade é nativa de Portugal Continental e introduzida no Arquipélago dos Açores.

## Protecção
Não se encontra protegida por legislação portuguesa ou da Comunidade Europeia.

## Sinonímia
Na base de dados The Plant List é dado como sinónimo de Bromus rubens L.